# Jean-Pierre Moulin (acteur)
Pour les articles homonymes, voir Jean-Pierre Moulin et Moulin (homonymie).
 (juillet 2022).
Si vous disposez d'ouvrages ou d'articles de référence ou si vous connaissez des sites web de qualité traitant du thème abordé ici, merci de compléter l'article en donnant les références utiles à sa vérifiabilité et en les liant à la section « Notes et références ».
Jean-Pierre Moulin, né le 26 avril 1933 au Mans (Sarthe), est un acteur français.

## Biographie

### Jeunesse
Jean-Pierre Moulin est né le 26 avril 1933 au Mans (Sarthe).

### Carrière
Jean-Pierre Moulin est un acteur français, très actif dans le doublage. Il est la voix principale d'Anthony Hopkins et fut celle de Jack Nicholson jusqu'à sa retraite cinématographique en 2010, ainsi que celle de Dupond, l'un des détectives Dupond et Dupont dans Les Aventures de Tintin.

## Théâtre
- 1954 : La Roulotte de Michel Duran, mise en scène Alfred Pasquali, Théâtre Michel
- 1956 : Ce soir je dîne chez moi de Clare Kummer, mise en scène Christian-Gérard, Comédie Wagram
- 1959 : Mousseline de Louis Velle, mise en scène de l'auteur, Théâtre Fontaine
- 1960 : De doux dingues de Michel André, mise en scène Jean Le Poulain, Théâtre Edouard VII
- 1962 : Un otage de Brendan Behan, mise en scène Georges Wilson, Odéon-Théâtre de France
- 1963 : Léon ou La Bonne Formule de Claude Magnier, mise en scène Jean Le Poulain, Théâtre de l'Ambigu-Comique
- 1967 : Pauvre Bitos ou le Dîner de têtes de Jean Anouilh, mise en scène de l'auteur et Roland Piétri, Théâtre de Paris
- 1968 : Le Gadget d'Alexandre Rivemale, mise en scène Henri Labussière, Théâtre des Mathurins
- 1974 : Little boy de Pierre Halet, mise en scène Guy Lauzin, Maison de la Culture de Nevers
- 1980 : Une place au soleil de Georges Michel, mise en scène Étienne Bierry, Théâtre de Poche Montparnasse
- 1980 : Trilogie du revoir de Botho Strauss, mise en scène Claude Régy, Théâtre des Amandiers
- 1981 : Oh ! Scapin L'Impromptu de Marseille de Marcel Maréchal et Les Fourberies de Scapin de Molière, mise en scène Marcel Maréchal, Théâtre de la Criée
- 1987 : Un jardin en désordre d'Alan Ayckbourn, mise en scène Stuart Seide, Théâtre de la Renaissance
- 1991 : Le Temps et la chambre de Botho Strauss, mise en scène Patrice Chéreau, Odéon-Théâtre de l'Europe
- 1993 : La Résistible Ascension d'Arturo Ui de Bertolt Brecht, mise en scène Jérôme Savary, Théâtre national de Chaillot
- 1995 : L'Illusion comique de Corneille, mise en scène Arlette Téphany, La Limousine Limoges
- 2000 :  Glengarry de David Mamet, mise en scène Marcel Maréchal, Théâtre du Rond-Point
- 2004 : La Profession de Madame Warren de George Bernard Shaw, mise en scène Michel Fagadau, Comédie des Champs-Élysées
- 2007 : Un chapeau de paille d'Italie d'Eugène Labiche, Marc-Michel, mise en scène Jean-Baptiste Sastre, Théâtre national de Chaillot
- 2008 : Un chapeau de paille d'Italie d'Eugène Labiche, Marc-Michel, mise en scène Jean-Baptiste Sastre, Comédie de Reims, Le Quartz, Théâtre national de Toulouse Midi-Pyrénées, tournée
- 2010 : Colombe de Jean Anouilh, mise en scène Michel Fagadau, Comédie des Champs-Élysées
- 2011 : La Mouette d'Anton Tchekhov, mise en scène Christian Benedetti, Théâtre du Beauvaisis
- 2011 : Colombe de Jean Anouilh, mise en scène Michel Fagadau, tournée
- 2021 : SVEVN Les jours s'en vont de Jon Fosse, mise en scène Brigitte Barilley, Théâtre-Studio à Alfortville

## Filmographie

### Cinéma
- 1958 : Les Cousins de Claude Chabrol : un étudiant
- 1959 : Les Jeux de l'amour de Philippe de Broca : le garçon de l'oiseaux mouche
- 1960 : Les Honneurs de la guerre de Jean Dewever : Nicolas
- 1961 : Adorable Menteuse de Michel Deville : Vincent
- 1962 : Le voyage à Biarritz de Gilles Grangier : Philippe
- 1965 : La Vie de château de Jean-Paul Rappeneau : le lieutenant
- 1965 : Le Dimanche de la vie de Jean Herman : Valentin Bru
- 1967 : Lamiel de Jean Aurel : Jean, le facteur
- 1969 : L'Astragale de Guy Casaril : Eddy
- 1972 : L'An 01 de Jacques Doillon
- 1977 : La Chambre verte de François Truffaut : Gérard Mazet
- 1980 : Le Fou de mai de Philippe Defrance
- 1980 : Bobo la tête de Gilles Katz : Jean-Pierre Gauthier
- 1982 : La Côte d'amour de Charlotte Dubreuil : Jean-Paul
- 1984 : La Garce de Christine Pascal : Cordet
- 1989 : Tumultes de Bertrand Van Effenterre
- 1992 : À la vitesse d'un cheval au galop de Fabien Onteniente
- 1994 : Emmène-moi de Michel Spinosa : l'alpagueur
- 1994 : Tom est tout seul de Fabien Onteniente : le voisin de Tom
- 2005 : Michou d'Auber de Thomas Gilou : le père de Gisèle
- 2008 : Paris de Cédric Klapisch : le professeur Vignard
- 2015 : Nos futurs de Rémi Bezançon : Roger

### Télévision
- 1962 : Les Trois Chapeaux claques : Don Dionoso
- 1964 : Les Indes noires (téléfilm) : Jack Ryan
- 1966 : L'Amour en papier
- 1968 : Les Dossiers de l'agence O : Émile le Roux (épisode La Petite Fleuriste de Deauville)
- 1980 : Petit déjeuner compris
- 1981 : Messieurs les jurés, L'Affaire Baron de Boramy Tioulong
- 1998 : Maigret : (épisode L'Inspecteur Cadavre)
- 2003 : Drôle de genre : Paul-Marie Batton
- 2009 : Joséphine, ange gardien
- 2015 : Meurtres à Guérande

## Doublage

### Cinéma

#### Films
Les dates en italique correspondent aux sorties initiales des films dont Jean-Pierre Moulin a assuré le redoublage.
- Anthony Hopkins dans :
  - Le Silence des agneaux (1991) : Hannibal Lecter
  - Freejack (1992) : McCandless
  - Dracula (1992) : Abraham Van Helsing
  - Chaplin (1992) : George Hayden
  - L'Innocent (1993) : Glass
  - Surviving Picasso (1996) : Pablo Picasso
  - À couteaux tirés (1997) : Charles Morse
  - Amistad (1997) : John Quincy Adams
  - Rencontre avec Joe Black (1998) : William Parrish
  - Instinct (1999) : Ethan Powell
  - Cœurs perdus en Atlantide (2001) : Ted Brautigan
  - Hannibal (2001) : Hannibal Lecter
  - Dragon Rouge (2002) : Hannibal Lecter
  - La Faille (2007) : Ted Crawford
  - La Légende de Beowulf (2007) : Hrothgar
  - Vous allez rencontrer un bel et sombre inconnu (2010) : Alfie
  - Le Rite (2011) : le père Lucas Trevant
  - Hitchcock (2012) : Alfred Hitchcock
  - Thor : Le Monde des ténèbres (2013) : Odin
  - Red 2 (2013) : Edward Bradley
  - Noé (2014) : Mathusalem
  - Prémonitions (2015) : John Clancy
  - Manipulations (2016) : Arthur Denning
  - Viens avec moi (2016) : Lester
  - No Way Out (2017) : Hagen Kahl
  - Transformers: The Last Knight (2017) : Sir. Edmund Burton
  - Thor : Ragnarok (2017) : Odin
  - Les Deux Papes (2019) : Benoît XVI
  - The Father (2020) : Anthony
  - Le Virtuose (2022) : le mentor
  - Armageddon Time (2022) : Aaron Rabinowitz
  - The Son (2022) : Anthony Miller

- Jack Nicholson dans :
  - La Dernière Corvée (1973) : Billy Buddusky alias Bad Ass
  - Vol au-dessus d'un nid de coucou (1975) : Randall Patrick McMurphy
  - Missouri Breaks (1976) : Tom Logan
  - Le Dernier Nabab (1977) : Brimmer
  - En route vers le sud (1978) : Henry Lloyd Moon
  - Le facteur sonne toujours deux fois (1981) : Frank
  - Police frontière (1982) : Charlie Smith
  - Tendres Passions (1983) : Garrett Breedlove
  - L'Honneur des Prizzi (1985) : Charley Partanna
  - Les Sorcières d'Eastwick (1987) : Darryl Van Horne
  - Broadcast News (1987) : Bill Rorich
  - Ironweed (1987) : Francis Phelan
  - Batman (1989) : Le Joker / Jack Napier
  - Des hommes d'honneur (1992) : le colonel Nathan R. Jessep
  - Hoffa (1992) : Jimmy Hoffa
  - Wolf (1994) : Will Randall
  - Crossing Guard (1995) : Freddy
  - Blood and Wine (1996) : Alex
  - Étoile du soir (1997) : Garrett Breedlove
  - Pour le pire et pour le meilleur (1997) : Melvin Udall
  - The Pledge (2001) : Jerry Black
  - Monsieur Schmidt (2002) : Mr Schimidt
  - Self Control (2003) : Dr Buddy Rydell
  - Tout peut arriver (2004) : Harry Sanborn
  - Les Infiltrés (2006) : Frank Costello
  - Sans plus attendre (2008) : Edward Cole
  - Comment savoir (2010) : Charles Madison

- Donald Sutherland dans :
  - La Grande Attaque du train d'or (1978) : Robert Agar
  - Révolution (1985) : le sergent-major Peasy
  - JFK (1991) : L. Fletcher Prouty / Monsieur X
  - Cerro Torre, le cri de la roche (1991) : Ivan
  - Backdraft (1991) : Ronald Bartel
  - Buffy, tueuse de vampires (1992) : Merrick Jamison-Smythe
  - Le Droit de tuer ? (1996) : Lucien Wilbanks
  - Contrat sur un terroriste (1997) : Jack Shaw
  - Without Limits (1998) : Bill Bowerman

- James Cromwell dans :
  - Babe, le cochon devenu berger (1996) : Arthur Hoggett
  - Star Trek : Premier Contact (1996) : Dr Zefram Cochrane
  - Deep Impact (1998) : Alan Rittenhouse
  - Babe, le cochon dans la ville (1999) : Arthur Hoggett

- Dennis Hopper dans :
  - Osterman week-end (1983) : Richard Tremayne
  - Red Rock West (1993) : Lyle
  - Les Rapaces (1997) : Charles Atlas

- Geoffrey Lewis dans :
  - Pink Cadillac (1989) : Ricky Z
  - Tango et Cash (1989) : le capitaine Shroeder
  - Only the Strong (1993) : Kerrigan

- F. Murray Abraham dans :
  - Scarface (1983) : Omar Suarez
  - Last Action Hero (1993) : John Practise

- Dan Aykroyd dans :
  - La Vie en plus (1988) : Roman dans The Great Outdoors (caméo)
  - Crossroads (2002) : Pete Wagner

- David Warner dans :
  - Star Trek 6 : Terre inconnue (1991) : Chancelier Gorkon
  - Les Tortues Ninja 2 : Les héros sont de retour (1991) : le professeur Jordan Perry

- Andreas Katsulas dans :
  - Le Fugitif (1993) : Frederic Sykes
  - Ultime Décision (1996) : El Sayed Jaffa

Mais aussi :
- 1953 : Romance inachevée : Glenn Miller (James Stewart)
- 1975 : L'Île du maître : Robinson Crusoé (Peter O'Toole)
- 1977 : Le Toboggan de la mort : Demerest (Michael Bell)
- 1977 : Un vendredi dingue, dingue, dingue : Lloyd (Jack Sheldon)
- 1978 : Sauvez le Neptune : le capitaine Bennett (Stacy Keach)
- 1980 : Faut s'faire la malle : Len Garber (Joel Brooks)
- 1981 : Reds : Harry (Jerry Hardin)
- 1982 : Y a-t-il enfin un pilote dans l'avion ? : un témoin au procès [Qui ?]
- 1983 : Cujo : Joe (Ed Lauter)
- 1983 : Flashdance : Nick Hurley (Michael Nouri)
- 1983 : L'Esprit d'équipe : Bosko (James A. Baffico)
- 1983 : Gorky Park : Golodkin (Alexei Sayle)
- 1984 : Les Aventures de Buckaroo Banzaï à travers la 8e dimension : John Bigboote (Christopher Lloyd)
- 1984 : Supergirl : Billy (Bill Mitchell)
- 1984 : Mrs. Soffel : Ed Biddle (Mel Gibson)
- 1984 : The Hit : Harry (Bill Hunter)
- 1984 : Au cœur de l'enfer : Bwana (James Whitmore Jr.)
- 1985 : Retour vers le futur : Sam Baines (George DiCenzo)
- 1985 : Cannonball 2 : l'oncle Cal (George Lindsey)
- 1985 : Silverado : Hoyt (Ted White)
- 1985 : Commando : le général Franklin Kirby (James Olson)
- 1985 : Les Goonies : Irving Walsh (Keith Walker)
- 1985 : Les Super-flics de Miami : Fletcher (Lou Marsh)
- 1985 : Peur bleue : Andy Fairton (Bill Smitrovich)
- 1985 : Le Dernier Dragon : Lu Yi (Michael G. Chin)
- 1986 : Aigle de fer : le colonel Ted Masters (Tim Thomerson)
- 1986 : La Mouche : Dr Cheevers (Les Carlson)
- 1986 : Le Sixième Sens : Jack Crawford (Dennis Farina)
- 1986 : Police Academy 4: Zack (Randall Cobb)
- 1986 : L'Affaire Chelsea Deardon : Blanchard (David Clennon)
- 1987 : La Veuve noire : William McCrory (Nicol Williamson)
- 1987 : Étroite Surveillance : l'agent spécial Lusk (Jackson Davies)
- 1987 : Les Filous : Bagel (Michael Tucker)
- 1987 : Neige sur Beverly Hills : Robert Wells (Michael Greene (en))
- 1988 : Working Girl : Bob Speck (Kevin Spacey)
- 1988 : Presidio : Base militaire, San Francisco : Howard Buckely (Don Calfa)
- 1988 : Le Retour des tomates tueuses : Le professeur Gangreen (John Astin)
- 1988 : Bird : le propriétaire du Three Deuces (Al Pugliese)
- 1988 : Rain Man : Dr Murston (Barry Levinson)
- 1989 : SOS Fantômes 2 : le maire (David Margulies)
- 1989 : Outrages : le capitaine Hill (Dale Dye)
- 1989 : Docteur Jekyll et M. Hyde : Dr Jekyll/M. Hyde (Anthony Perkins)
- 1989 : Le Retour des Mousquetaires : Olivier Cromwell (Alan Howard)
- 1989 : La Mouche 2 : Scorby (Gary Chalk)
- 1990 : RoboCop 2 : le sergent Warren Reed (Robert DoQui)
- 1990 : Total Recall : Helm (Michael Champion)
- 1990 : Chasseur blanc, cœur noir : Ralph Lockhart (Alun Armstrong)
- 1990 : Cadence : le sergent-chef Otis McKinney (Martin Sheen)
- 1991 : Dead Again : Franklyn Madson (Derek Jacobi)
- 1992 : Twin Peaks: Fire Walk with Me : Carl Rodd (Harry Dean Stanton)
- 1992 : Article 99 : Dr Henry Dreyfoos (John Mahoney)
- 1993 : RoboCop 3 : Paul McDaggett (John Castle)
- 1993 : La Maison aux esprits : Severo del Valle (Armin Mueller-Stahl)
- 1994 : La Famille Pierrafeu : le dictaplume (Harvey Korman)
- 1994 : The Shadow : Farley Claymore (Tim Curry)
- 1995 : Cruel Jaws : Samuel Lewis (George Barnes Jr.)
- 1996 : Rock : le général Kramer (Stuart Wilson)
- 1998 : Blues Brothers 2000 : le révérend Cleophus James (James Brown)
- 1998 : Le Gang des Newton : le chef Schoemaker (Luke Askew)
- 1999 : Go : Victor Senior (J. E. Freeman)
- 1999 : Stringer : Wolko (Burt Reynolds)
- 2000 : Snatch : Tête-de-Brique (Alan Ford)
- 2000 : La Légende de Bagger Vance : Grantland Rice (Lane Smith)
- 2001 : Le Sortilège du scorpion de jade : Mize (John Schuck)
- 2002 : Allumeuses ! : Père Flynn (George Maguire)
- 2002 : Un homme d'exception : Helinger (Judd Hirsch)
- 2004 : Layer Cake : Eddie Temple (Michael Gambon)
- 2004 : Stage Beauty : Sir Charles Sedley (Richard Griffiths)
- 2004 : Memories : Dr Truman (Peter Egan)
- 2007 : Hot Fuzz : Frank Butterman (Jim Broadbent)
- 2009 : Watchmen : Les Gardiens : Richard Nixon (Robert Wisden)
- 2011 : Another Earth : le narrateur (Richard Berendzen) (voix)

#### Films d'animation
- 2001 : Final Fantasy : Les Créatures de l'esprit : Dr Sid[1]
- 2006 : Nos voisins, les hommes : Ozzie[2]
- 2007 : La Grande Aventure de Bender : Professeur Hubert Farnsworth, Président Nixon
- 2008 : Le Monstre au milliard de tentacules : Professeur Hubert Farnsworth
- 2008 : Prenez garde au seigneur des robots ! : Professeur Hubert Farnsworth
- 2009 : Vous prendrez bien un dernier vert ? : Professeur Hubert Farnsworth, le juge Thomas et voix additionnelles
- 2012 : L'Âge de glace 4 : La Dérive des continents : Milton[3]
- 2021 : Le Bon, le Bart et le Loki : Odin (court-métrage)

#### Court-métrage
- 2017 : On s'est fait doubler ![4] : l'exorciste en blanc (Jean-David Stepler)

### Télévision

#### Téléfilms
- Anthony Hopkins dans :
  - Le Bossu de Notre-Dame (1982) : Quasimodo
  - One Man's War (1991) : Joel Filartiga
  - L'Habilleur (2015) : Sir

- 1991 : K 2000 : La Nouvelle Arme : Russell Maddock / Knight 4000 (Carmen Argenziano) (voix)
- 1995 : Pilotes de choix : Sénateur Conyers (John Lithgow)
- 1998 : Alice Through the Looking Glass : Cavalier Blanc (Ian Holm)
- 1999 : Jeanne d'Arc : l'évêque Cachon	(Peter O'Toole)
- 2006 : New York Volcano : Andrew Levering (Michael Ironside)

#### Séries télévisées
- Michael Ironside dans :
  - Au-delà du réel : L'aventure continue (1999 / 2001) : l'ambassadeur Prossor / le général Quince (saison 5, épisode 13 puis saison 7, épisode 17)
  - Walker, Texas Ranger (2000) : Nolan Pierce (saison 9, épisodes 5 à 8)
  - Nuremberg : Colonel Burton C. Andrus
  - Stargate SG-1 (2006) : Seevis (saison 9, épisode 19)
  - Smallville (2004 / 2010) : le général Sam Lane, le père de Lois (saison 4, épisodes 2 et 3 puis saison 10, épisode 7)
  - Vegas (2013) : Porter Gainsley (4 épisodes)

- Judd Hirsch dans :
  - New York, unité spéciale (2003) : Dr Judah Platner (saison 4, épisode 14)
  - Numb3rs (2005-2010) : Alan Eppes (114 épisodes)
  - Damages (2011-2012) : William « Bill » Herndon (14 épisodes)
  - The Good Wife : le juge Harrison Creary (saison 4, épisode 8)
  - Perception : Sigmund Freud (saison 2, épisode 8)
  - The Big Bang Theory (2016) : Dr Alfred Hofstadter, le père de Leonard (saison 9, épisode 24 et saison 10, épisode 1)

- Bruce Gray dans :
  - Queer as Folk (2002) : George Schickel (saison 2, 5 épisodes)
  - NCIS : Enquêtes spéciales (2004) : Jonathan Overmeier (saison 1, épisode 11)
  - Stargate SG-1 (2005) : le sénateur Fisher (saison 9, épisode 4)

- Conor O'Farrell dans :
  - FBI : Portés disparus (2002-2003) : Graham Spaulding (saison 1, épisodes 5 et 21 puis saison 2, épisode 5)
  - Nip/Tuck (2004-2005) : l'inspecteur Fischman (4 épisodes)
  - NCIS : Enquêtes spéciales (2006) : William Danforth (saison 3, épisode 16)

- Billy Drago dans :
  - Charmed (1999-2004) : Démon Barbas (7 épisodes)
  - Supernatural (2008) : Dr Benton (saison 3, épisode 15)

- Anthony Hopkins dans :
  - Westworld (2016-2018) : Dr Robert Ford (17 épisodes)
  - Loki (2021) : Odin (images d'archives - saison 1, épisode 1)

- 1966 : Batman : Chandell (Liberace) (saison 2, épisode 15 et 16)
- 1983 : Jane Eyre : M. Brokelhurst (Robert James) (mini-série)
- 1992-1997 : Le Rebelle : le lieutenant Donald « Dutch » Dixon (Stephen J. Cannell) (voix principale)
- 1994 : Highlander : Arthur Drake, alias Drakov (Peter Firth) (saison 2, épisode 17)
- 1996-1997 : Babylon 5 : David Sheridan (Rance Howard) (saison 3, épisodes 10 et 15 puis saison 4, épisode 21)
- 1997-2000 : Spin City : lui-même (Regis Philbin) (3 épisodes)
- 1998 : ADN, menace immédiate : Dr Walter Attwood (Larry Drake)
- 1998-1999 : Jesse : John Warner Sr. (George Dzundza) (22 épisodes)
- 1998-1999 : Profiler : Walter Anderson (Lawrence Pressman) (4 épisodes)
- 1999 : New York Police Blues : James Sinclair (Daniel Benzali) (2e voix, saison 6)
- 1999-2003 : Dawson : le shérif John Witter (John Finn) (4 épisodes)
- 2001 : Stargate SG-1 : Burrock (Larry Drake) (saison 5, épisode 7)
- 2002-2003 : Fastlane : Raymond « Ray-Ray » Ray (Robert Forster) (épisodes 6 et 15)
- 2003 : Urgences : Ben Hollander (Bob Newhart) (saison 10, épisodes 5 à 7)
- 2004 : Frankenstein : le capitaine Walton (Donald Sutherland) (mini-série)
- 2004 : New York, section criminelle : John Manotti (Austin Pendleton) (saison 4, épisode 9)
- 2005 : Stargate SG-1 : le colonel Barnes (Ty Olsson) (saison 9, épisode 10)
- 2006 : Supernatural : Jeff Krause (Andy Stahl) (saison 2, épisode 7)
- 2006 : Monk : l'inspecteur St. Clare (Derrick O'Connor) (saison 4, épisode 13)
- 2007 : John from Cincinnati : Bill Jacks (Ed O'Neill) (10 épisodes)
- 2011 : Inspecteur Barnaby : Peter Fossett (David Warner) (saison 14, épisode 1)
- 2013 : Hercule Poirot : l'inspecteur-chef James Japp (Philip Jackson) (2e voix)
- 2015 : Forever : Myron Roth (Pierre Epstein) (épisode 12)
- 2016 : L'Exorciste : Frère Simon d'Aquinas (Francis Guinan) (5 épisodes)
- 2017 : Twin Peaks : Carl Rodd (Harry Dean Stanton) (saison 3)

#### Séries d'animation
- 1968[5] : Les Aventures de Batman : le Joker
- 1977 : Les Nouvelles Aventures de Batman : le Joker
- 1980 : King Arthur : le chef des soldats (épisode 40)
- 1988 : Le Petit Lord : Grand-père (1re apparition)
- 1989 : Les Enfants de la liberté : le comte André de Vernissac
- 1991-1994 : Doug : M. Bob White (1re voix, saisons 1 à 4)
- 1992 : Batman : Rupert Thorne[6] (1re voix)
- 1992 : Les Aventures de Tintin : Dupond
- 1993 : Animaniacs : M. Tristesse (épisode 11), Coco (épisode 21), Ivan Blowski (épisode 22), le roi Arthur (épisode 26), Sergent (épisode 37) et Jack Nicholson (épisode 47)
- 1993-1995 : La Légende de l'Île au trésor : Dr Livesey
- 1995-1997 : Freakazoid! : Roddy McStew
- 1998 : Papyrus : Ouni (épisode 4)
- 1999-2003 / 2010-2013 / 2023-2024 : Futurama : Pr Hubert Farnsworth[7], Scruffy, Lrrr (1re voix, saisons 1 à 3), Richard Nixon (2e voix)
- 2002 : Esprit fantômes : Barsini (2e voix)

### Jeux vidéo
- 2002 : Le Seigneur des anneaux : Les Deux Tours : Saroumane
- 2003 : Futurama : Professeur Hubert Farnsworth
- 2006 : Runaway 2: The Dream of the Turtle : Colonel Kordsmeier
- 2007 : La Légende de Beowulf : Roi Hrothgar
- 2009 : Runaway: A Twist of Fate : Colonel Kordsmeier
- 2011 : Star Wars: The Old Republic : Un PNJ sur Coruscant
- 2012 : Dishonored : Samuel Beechworth